# F. B. Goodchild & Co.
Die F. B. Goodchild & Co. Ltd. war ein britischer Automobilhersteller, der 1914–1915 in London ansässig war.
Gebaut wurde ein Leichtfahrzeug, das von einem Vierzylinder-Reihenmotor mit 10,8 bhp (7,9 kW) Leistung angetrieben wurde.

## Quelle
David Culshaw & Peter Horrobin: The Complete Catalogue of British Cars 1895–1975. Veloce Publishing plc. Dorchester (1997). ISBN 1-874105-93-6